# Marentes (Negueira de Muñiz)
Marentes (llamada oficialmente Santa María Madanela de Marentes) es una parroquia española del municipio de Negueira de Muñiz, en la provincia de Lugo, Galicia.

## Otras denominaciones
La parroquia también es conocida por el nombre de Santa María Magdalena de Marentes.

## Organización territorial
La parroquia está formada por 4 entidades de población:
- Calabreo
- Lavandeira (A Lavandeira)
- Pena da Nogueira
- Robledo

## Demografía
| Gráfica de evolución demográfica de Marentes entre 2000 y 2020 |
|                                                                |
| Datos según el nomenclátor publicado por el INE.               |